# Удзукі (1926)
Удзукі (Uzuki, яп. 卯月) — ескадрений міноносець Імперського флоту Японії, який брав участь у Другій світовій війні.
Корабель, який став третім (за часом закладання) серед есмінців типу «Муцукі», спорудили у 1926 році на корабельні Ishikawajima в Токіо.
На момент вступу Японії до Другої світової війни «Удзукі» належав до 23-ї дивізії ескадрених міноносців, яка 23—27 листопада супроводила транспорти з військами із Сакаїде (обернене до Внутрішнього Японського моря узбережжя Сікоку) до Хахадзіми (острови Огасавара), а 4 грудня почала конвоювання їх у південному напрямку. 8 грудня, у день нападу на Перл-Гарбор (тільки по інший бік лінії зміни дат), загін здійснив висадку на острові Гуам (південна частина Маріанського архіпелагу). Після цього кілька тижнів есмінці дивізії провадили протичовнове патрулювання в районі Маріанських островів, допоки 10—12 січня 1942-го не пройшли з Сайпану на атол Трук у центральній частині Каролінських островів (ще до війни тут створили потужну базу японського ВМФ, з якої до лютого 1944-го провадили операції в низці архіпелагів).
У середині січня 1942-го корабель залучили до операції заволодіння архіпелагом Бісмарка. 20 січня «Удзукі» разом зі ще двома есмінцями та двома легкими крейсерами вийшов з Труку, маючи завдання забезпечувати безпосередній супровід транспортів з десантом для захоплення Кавієнга на північному завершенні острова Нова Ірландія (згодом тут облаштують другу за значенням японську базу в архіпелазі). У ніч проти 23 січня відбулась висадка й за кілька годин японські морські піхотинці узяли Кавієнг під контроль. Після цього «Удзукі» більш як два тижні ніс патрульно-ескортну службу в архіпелазі Бісмарка.
9 лютого 1942-го 23-тя, 29-та і 30-та дивізії ескадрених міноносців, а також 2 легкі крейсери супроводжували загін, який доправив японський десант до півострова Сурумі (центральна частина південного узбережжя Нової Британії), де японці захопили невеличкий австралійський аеродром у Гасматі (після розширення його перетворили на резервний майданчик, призначений для забезпечення аварійних посадок літаків).
У якийсь момент «Удзукі» та інші есмінці 23-ї дивізії перейшли до Кавієнга, а 20—23 лютого 1942-го пройшли звідси на Трук. 2 березня вони полишили цю базу для супроводу 6-ї дивізії крейсерів, яка мала взяти участь у операціях по зайняттю ряду пунктів в Меланезії. Першою з них стала висадка 8 березня на Новій Гвінеї в районі Лае — Сааламауа (на сході острова у глибині затоки Хуон). Вона не зустріла спротиву і наступної доби крейсерський загін полишив цей район (а вже 10 березня кораблі, які залишились біля Лае, стали ціллю для американської авіаносної авіації). Крейсери 9 березня досягнули Буки (порт на однойменному острові біля північного узбережжя значно більшого острова Бугенвіль на заході Соломонового архіпелагу), 11 числа прибули до Рабаула, 15—17 березня знову відвідали Буку, а з 18 числа перебували на якірній стоянці в проході Мьове поблизу Кавієнга. 27 березня загін прибув до Рабаула, після чого з 28 березня по 1 квітня виходив до Бугенвіля, де були зайняти якірна стоянка Шортленда та порт Кієта (південне завершення та східне узбережжя Бугенвілю відповідно). Далі крейсери перейшли з Рабаула до проходу Мьове, а 7—8 квітня забезпечили зайняття острова Манус у групі островів Адміралтейства (шість сотень кілометрів на північний захід від Рабаула, поблизу комунікацій, що вели до архіпелагу Бісмарка з Труку та іншого важливого транспортного хабу Палау). 10 квітня крейсерський загін повернувся на Трук.
На початку травня 1942-го «Удзукі» залучили до операції заволодіння Порт-Морсбі. Разом зі ще 5 есмінцями та легким крейсером він належав до загону адмірала Кайоки, що виконував завдання із прикриття транспортного конвою, який 4 травня рушив із Рабаула. Втім, саме «Удзукі» не пішов через Соломонове море разом з транспортами з десантом, натомість залишився на стоянці Шортленд для охорони танкерів.
Після битви в Кораловому морі, в якій 8 травня зіткнулись авіаносні з'єднання сторін, операцію проти Порт-Морсбі скасували. Втім, вже 11 травня 1942-го «Удзукі» вийшов у море, супроводжуючи разом із двома іншими есмінцями загін, який мав узяти під контроль острови Науру та Оушен. У ніч проти 12 травня в районі за кілька десятків кілометрів на південний схід від острова Нова Ірландія підводний човен потопив один з кораблів загону — мінний загороджувач «Окіносіма», що змусило інші кораблі відійти до Бугенвілю. 13 травня загін, який поповнився іншим мінним загороджувачем та легким крейсером, знову рушив до Науру, проте 15 травня надійшло повідомлення про перебування у регіоні американського авіаносного з'єднання (це були авіаносці USS Enterprise та USS Hornet, які не встигли прибути вчасно, щоб узяти участь у битві в Кораловому морі). На основі цієї інформації японці скасували операцію по оволодінню Науру (лише у серпні, після висадки американців на Гуадалканалі, вони повернуться до питання розширення контролю на сході Мікронезії).
21—28 травня 1942-го «Удзукі» пройшов з Труку до Сасебо, де до 19 червня проходив ремонт, а вже 25 червня прибув на Трук.
29 червня «Удзукі» та ще 3 есмінці й легкий крейсер вирушили з Труку для супроводу конвою транспортів, які доправляли будівельників та матеріали на острів Гуадалканал (східні Соломонові острова), де вирішили спорудити аеродром. 4 липня судна прибули до якірної стоянки біля острова Саво та почали розвантаження, а «Удзукі» з 6 серпня узявся за патрульно-ескортну службу в районі Рабаула (можливо відзначити, що недобудований аеродром через місяць опиниться в руках союзних сил та відіграє надзвичайно велику роль у їх перемозі в шестимісячній битві за Гуадалканал).
21 липня 1942-го «Удзукі» разом зі ще двома есмінцями та двома легкими крейсерами прикривав висадку на Новій Гвінеї у Буні (східне узбережжя півострова Папуа, звідки японці розраховували досягнути Порт-Морсбі по суходолу). 22 липня есмінець спробував допомогти пошкодженому авіацією транспорту «Аятосан-Мару», проте останній сів на кораловий риф та був повністю втрачений. Сам «Удзукі» в цьому виході отримав легкі пошкодження від обстрілу з повітря, були жертви серед команди.
6 серпня 1942-го «Удзукі» разом зі ще одним есмінцем та легким крейсером вирушили з Рабаула для супроводу кількох транспортів до Буни, проте коли 7 серпня прийшли відомості про висадку союзників на сході Соломонових островів на Гуадалканалі конвой до Буни відкликали назад. Втім, 12 серпня 1942-го ті ж бойові кораблі та два із трьох транспортів попереднього конвою все-таки рушили до Нової Гвінеї. 13—14 числа загін здійснив висадку в Басабуа в районі Буни, а потім повернувся до Рабаула. У проміжку між цими подіями «Удзукі» виходив 11 серпня 1942-го з Рабаула для порятунку членів екіпажу важкого крейсера «Како», який був потоплений підводним човном за півтори сотні кілометрів на схід від Кавієнга.
24—25 серпня 1942-го «Удзукі» здійснив транспортний рейс до Гуадалканалу та доправив на острів продовольство і амуніцію. Під час цього виходу він зазнав незначних пошкоджень через близькі вибухи авіабомб.
31 серпня — 3 вересня 1942-го «Удзукі» супроводив конвой з Рабаула на Трук, а 6—14 вересня прямував до Сасебо, де до 3 грудня проходив ремонт і модернізацію. Під час останньої в конструкцію корабля внесли зміни, які мали полегшити його використання у транспортних місіях (висоту корми зменшили майже до ватерлінії, щоб дозволити спуск та прийом десантних барж).
12—18 грудня 1942-го «Удзукі» супроводжував ескортний авіаносець «Чуйо» з Йокосуки на Трук, а 19—21 числа пройшов до Рабаула.
25 грудня 1942-го «Удзукі» вийшов з Рабаула для супроводу транспорту «Нанкай-Мару» до Мунди на Нью-Джорджії у центральній частині Соломонових островів (на тлі несприятливого розвитку подій на Гуадалканалі японці з листопада узялись за облаштування тут бази). При цьому унаслідок зіткнення з «Нанкай-Мару» «Удзукі» зазнав значних пошкоджень та втратив хід. На допомогу вийшли чотири інші есмінці, при цьому «Уракадзе» здійснював проведення «Удзукі» на буксирі та 26 грудня дотягнув його до Рабаула.
5 січня 1943-го під час авіанальоту на Рабаул «Удзукі» зазнав незначних додаткових пошкоджень, а 16—21 січня його привів на буксирі на Трук есмінець «Судзукадзе». Аж до 20 червня «Удзукі» проходив ремонт на Труці, після чого зміг вирушити до Японії для остаточного відновлення. Більшу частину переходу він разом з іншим есмінцем охороняв переобладнаний мінний загороджувач «Сінко-Мару», який вів з Сайпану на буксирі есмінець «Акідзукі» (останній був торпедований підводним човном біля Соломонових островів ще у січні, а при спробі самостійно досягнути Японії втратив носову частину та був посаджений екіпажем на мілину біля Маріанських островів). 3 липня «Удзукі» прибув до Японії та до 9 жовтня проходив ремонт та модернізацію у Сасебо (з есмінця зняли кормовий торпедний апарат та 4 гармати головного калібра, натомість додали 25-мм та 13-мм зенітні автомати та кулемети).
12—18 жовтня 1943-го «Удзукі» пройшов з Сасебо на Трук, а вже 19—21 жовтня перейшов у Рабаул у складі першого ешелону конвою «Тей № 4 Го» (складова частина операції «Тей Го», метою якої було підсилення ряду гарнізонів Океанії).
23 жовтня 1943-го «Удзукі» вирушив разом з есмінцем «Мотідзукі» у транспортний рейс до затоки Jacquinot Bay (на південному узбережжі Нової Британії дещо менше за дві сотні кілометрів на південний захід від Рабаула). 24 жовтня «Мотідзукі» загинув унаслідок повітряної атаки, після чого «Удзукі» врятував більшість членів екіпажу цього кораблі.
В найближчі кілька днів «Удзукі» здійснив ще два транспортні рейси — 29—30 жовтня 1943-го разом з есмінцем «Фумідзукі» до острова Гарове (у морі Бісмарка за три сотні кілометрів на захід від Рабаула), а 31 жовтня самостійно до Буки. 1 листопада, після надходження повідомлень про висадку союзників на Бугенвілі, «Удзукі» разом кількома іншими кораблями рушив у ще один рейс до цього острова для контрвисадки в районі мису Торокіна (хоча на Бугенвілі перебував великий японський гарнізон, проте в умовах джунглів оперативно перекинути ці сили до місця висадки союзників було нелегко). Втім, контрвисадку скасували через присутність значних ворожих сил. Запланований на 5 листопада повторний рейс скасували на тлі ворожого авіаудару по Рабаулу, проте 6 листопада «Удзукі» все-таки доправив підкріплення на Бугенвіль (всього до операції залучили 2 легкі крейсери та 11 есмінців, з яких 4, і серед них «Удзукі», належали до транспортної групи). Втім, уже за добу цей незначний загін (близько п'яти сотень осіб) був атакований силами союзників та з важкими втратами відкинутий у джунглі.
21 та 24 листопада 1943-го «Удзукі» разом зі ще 4 есмінцями двічі виходив до Буки. Перший транспортний рейс пройшов вдало, а у другому японський загін перехопили американські есмінці та у бою біля мису Сент-Джордж завдали йому важкої поразки. «Удзукі» зазнав пошкоджень, проте повернувся на базу.
27 та 29 листопада і 1 грудня 1943-го «Удзукі» здійснив транспортні рейси до острова Гарове, при цьому у першому та третьому він діяв разом з есмінцем «Амагірі».
На початку грудня 1943-го «Удзукі» призначили для виконання ескортних функцій. 3—18 грудня він супроводив конвої з Рабаула до Палау та назад, а 24 грудня рушив на Трук. 26 грудня есмінець розпочав ескортування конвою, що вийшов з Труку до нафтоносного регіону Південно-Східної Азії, проте 30 грудня відокремився, а 10 січня 1944 привів на Трук конвой з Палау.
15—25 січня 1944-го «Удзукі» охороняв легкий крейсер «Нагара», який вів на буксирі з Труку до Токуями есмінець «Наганамі» (був важко пошкоджений ще 11 листопада при авіаударі по Рабаулу). Після цього до весни «Удзукі» проходив ремонт у Сасебо, під час якого отримав два додаткові 25-мм зенітні автомати.
У березні 1944-го корабель залучили до транспортної операції «Хігаші Мацу» (Higashi Matsu), яка мала за мету підсилення гарнізонів Маріанських островів, що тепер належали до головного оборонного периметра імперії (на початку лютого 1944-го японське командування вивело з Труку основні сили флоту, а 17—18 лютого ця база зазнала розгрому при рейді американського авіаносного з'єднання). 3 березня він розпочав супровід транспортів з військами з корейського Пусану до Йокосуки, а 12 березня разом зі ще 3 есмінцями та легким крейсером «Тацута» рушив з Токійської затоки на Сайпан як охорона конвою «Хігаші Мацу № 2». 13 березня «Удзукі» та есмінець «Новакі» провадили порятунок екіпажу «Тацута», торпедованого підводним човном. 20—24 березня Удзікі супроводжував конвой з Сайпану на Трук, а 28 березня — 10 квітня ескортував конвой з Труку через Сайпан до Йокосуки. 15—23 квітня 1944-го «Удзукі» та ще 2 есмінці супроводжували конвой «Хігаші Мацу № 6» з Токіо до Сайпану (Маріанські острови).
5 квітня — 6 травня 1944-го «Удзукі» здійснював проведення конвою з Йокосуки до Маріанських островів та далі на Палау, після чого до кінця травня здійснив проведення конвоїв до острова Яп (п'ять сотень кілометрів на північний схід від Палау), потім на Сайпан і звідти до Труку.
У середині червня 1944-го американці атакували Маріанські острови, а головні сили японського флоту вийшли для протидії, що призвело до битви у Філіппінському морі. В цій операції «Удзукі» під час битви 19—20 червня охороняв 2-й загін постачання, при цьому 20 числа зняв екіпаж із пошкодженого танкера «Геньо-Мару» (Genyo Maru) та добив це судно артилерією. Поразка у Філіппінському морі призвела до повернення японського флоту на бази. 23 червня 1943-го «Удзукі» прибув до острова Гімаррас (центральна частина Філіппінського архіпелагу), а з 26 червня по 2 липня разом зі ще 2 есмінцями супроводжував танкерний конвой до Куре.
До середини липня 1944-го «Удзукі» проходив у Куре ремонт, а з 16 липня по 21 серпня взяв участь у проведенні конвоїв через Манілу до Сінгапуру та назад. Після цього до 5 вересня есмінець пройшов у Куре черговий ремонт, під час якого отримав п'ять додаткових 25-мм зенітних автоматів.
8 вересня 1944-го есмінець розпочав ескортування ще одного конвою до Сінгапура — HI-75, проте 17 вересня під час проходження через північну частину Південнокитайського моря «Удзукі» разом зі ще одним есмінцем відокремився для супроводу до Маніли гідроавіаносця «Акіцусіма» та транспорту. Останній був потоплений підводним човном, проте гідроавіаносець вдалось довести 19 числа до пункту призначення (втім, вже за кілька діб «Акіцусіма» загине під час потужного удару авіаносної авіації по Філіппінах).
З 30 вересня по 15 жовтня 1944-го Удзукі проходив ремонт у Сасебо, а 30 жовтня (вже після розгрому головних сил японського флоту в битві у затоці Лейте) разом зі ще одним есмінцем розпочав ескортування авіаносця «Дзюнйо» та легкого крейсера «Кісо» (авіаносець, зокрема, мав доправити снаряди головного калібру для лінкорів у Бруней та катери для суїцидних місій «Шиньо» до Маніли). 6 листопада загін побував у Брунеї, а 9 числа прибув до Маніли. 11 листопада «Удзукі» та ще два есмінці розпочали супроводження «Дзунйо» та пошкодженого важкого крейсера «Тоне» до Куре, куди прибули 17 листопада (а от «Кісо» залишився у Манілі, де й загинув вже 13 листопада).
23—30 листопада 1944-го «Удзукі» та ще два есмінці супроводили «Дзунйо» з Куре до Маніли. Далі авіаносець рушив у зворотний рейс (можливо відзначити, що він не лише повернеться з Філіппін назад до Японії, але й переживе війну), а «Удзукі» залишився у Манілі. 10 грудня він разом зі ще двома есмінцями вийшов у супроводі конвою TA-9, який мав доправити підкріплення в район затоки Ормок (західне узбережжя острова Лейте, з висадки на якому у жовтні почалась операція союзників на Філіппінах). Конвой розвантажився на Лейте у Паломпоні, за пару десятків кілометрів від входу у затоку Ормок, при цьому «Удзукі» був неочікувано атакований торпедними катерами PT-490 та PT-492, вибухнув і затонув. Загинуло 170 членів екіпажу, але 59 моряків змогли врятуватись.